# Mitimiti
Mitimiti est un petit village de la région du Northland, situé dans l’île du Nord de la Nouvelle-Zélande.

## Situation
Il siège tout près de la «forêt de Warawara», entre les embouchures du mouillage de Whangape Harbour (en) et de Hokianga Harbor sur la côte ouest du Northland, à 44 km à l’ouest de la ville de Kohukohu.

## Toponymie
Le nom de « Mitimiti » viendrait du terme Māori signifiant « to lick » (lécher), une référence à la croyance que l’âme du mort, sur son chemin vers Cap Reinga, se pose là pour boire à l’embouchure du cours d’eau nommé « Mitimiti Stream ».

## Personnalités notables
L’Artiste Ralph Hotere est né à Mitimiti en 1931, et y fut enterré en 2013.